# Жасмонат

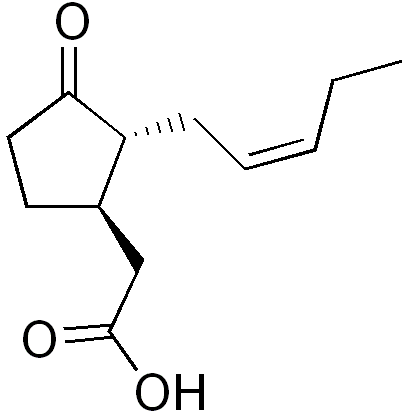
Жасмонова кислота

Метилжасмонат

Жасмонати — це група гормонів рослин, які регулюють їх ріст і розвиток. До жасмонатів відносять жасмонову кислоту і її ефіри, наприклад, метилжасмонат. Жасмонати синтезуються з ліноленової кислоти, і є циклопентанонами (також є аналогами простагландинів — гормонів ссавців, які також синтезуються з жирних кислот).
Склад жасмонатів в тканинах рослин відрізняється на різних етапах розвитку, і є відповіддю на стимули зовнішнього середовища. Високі рівні жасмонатів виявлені в квітках та тканинах перикарпу, а також у хлоропластах на світлі. Рівень жасмонатів швидко зростає у відповідь на механічний вплив, наприклад, при закручуванні вусиків і при виникненні ушкоджень.

## Функції
- Жасмонова кислота і метилжасмонат інгібують проростання несплячого насіння і викликають проростання сплячого насіння.[1]
- Високі рівні жасмонової кислоти стимулюють накопичення запасних білків; гени, що кодують запасні білки, є чутливими до жасмонової кислоти і її похідних, і впливають на формування бульб.[2][3]
- Застосування жасмонової кислоти може викликати хлороз і інгібувати гени, продукти яких беруть участь у фотосинтезі.[1]
- Значення жасмонової кислоти, яка накопичується в квітках і плодах невідоме, однак накопичення жасмонової кислоти може бути пов'язане з дозріванням плодів і накопиченням каротиноїдів.[1]
- Жасмонова кислота відіграє важливу роль у стійкості рослин до комах і захворювань, активує багато генів захисної системи рослин, може виконувати захисні функції разом з етиленом.[4]

Як і у випадку ауксинів, система рецепції жасмонової кислоти діє через убіквітин. З'єднання жасмоната із залишком ізолейцину призводить до деградації JAZ-білка, поміченого убіквітином та звільненню інших факторів транскрипції.